# Ansambel Dolinarji
Ansambel Dolinarji je narodnozabavna zasedba, ki je bila ustanovljena leta 2010 v Trebnjem. Delovala je 7 let, v tem času pa se je predstavila na nekaj festivalih in izdala lastne skladbe. Z delovanjem je zaradi prezasedenosti članov prenehala leta 2017. 

## Zasedba
Prvotno zasedbo sta oblikovala dvojčka harmonikar in basist Denis in David Matoh, ki sta k sodelovanju povabila tudi kitarista Blaža Bobnarja in vokalista Maria Skuška. V tej postavi so delovali do marca 2014, ko se je Bobnar zaradi prenatrpanega urnika poslovil od ansambla. Zasedbi se je pridružil nov kitarist Klemen Jakob, kmalu pa so našli še enega pevca Denisa Ozmeca. V tej postavi so delovali vse do zaključka delovanja.

## Delovanje
Decembra 2010 sta brata Denis in David Matoh dobila idejo o ustanovitvi lastnega ansambla. Do tedaj sta veliko vadila sama in ljudi na manjših prireditvah zabavala z igranjem harmonike in trobente. Po pridružitvi Bobnarja in Skuška se je oblikoval ansambel Dolinarji s sedežem v Trebnjem. Po menjavi zasedbe so prvič javno nastopili maja 2015 v Šentvidu pri Stični.
V tej zasedbi so se uspešno predstavili na več festivalih. Leta 2015 so bili drugi po izboru strokovne komisije na festivalu v Lučah, istega leta pa so bili nagrajeni tudi v Dolenjskih Toplicah. Naslednje leto so se predstavili na festivalu v Števerjanu, kjer so izvedli svojo najuspešnejšo skladbo Za vedno prijatelja. Zanjo so pozneje posneli tudi videospot.
Leta 2017 so zaradi prezasedenosti članov sporazumno prenehali z delovanjem.

## Uspehi
- 2015: Festival narodno-zabavne glasbe Luče – 2. mesto po izboru strokovne komisije
- 2015: Festival Dolenjske Toplice – Nagrada za najboljšo vokalno izvedbo

## Diskografija
Ansambel Dolinarji so najbolj poznani po naslednjih skladbah:
- Tvoj sem
- Za vedno prijatelja
- Na dušo bi ti pihal
- Za vaju

## Videospoti
- Tvoj sem
- Za vedno prijatelja
- Za vaju